# Miguel Nakashima
Miguel Nakashima SJ (en japonés: ミゲル中島, romanizado: Migeru Nakashima, Machiai, 1583-Nagasaki, 25 de diciembre de 1628), fue un mártir japonés, víctima de anticatólicos en Japón, venerado como beato por la Iglesia Católica.

## Hagiografía
Nakashima nació en 1583 en Machiai, provincia de Higo (ahora prefectura de Kumamoto).  Fue bautizado en 1594.  Se comprometió a ayudar y albergar al clero católico clandestino ya los jesuitas involucrados en la evangelización.  Prometió la virtud de la castidad.
La creciente influencia de los cristianos junto con el número de conversos, las disputas sobre los métodos de evangelización, así como el aventurerismo de los comerciantes rivales de España y Portugal cambiaron la actitud inicialmente favorable, por temor a debilitar su posición de shogunes y príncipes (Daimyō).  Después de un período de mayor actividad misionera de la Iglesia Católica, cuando el Shogun Hidetada Tokugawa emitió un decreto en virtud del cual, bajo la amenaza de perder la vida, todos los misioneros debían abandonar el país y se prohibía la práctica y enseñanza de la religión, la sangrienta persecución de los cristianos comenzó a durar más de 200 años.
Otra víctima de la campaña fue Michał Nakashima, detenido en agosto de 1627 y condenado por el gobernador a un estricto arresto domiciliario.  En ese momento, el padre Mateusz de Couros, que era viceprovincial, lo aceptó en la Compañía de Jesús.  Un año después de su primera detención, fue liberado nuevamente en septiembre y fue torturado en Nagasaki con golpes, heridas, agua, escaldado con agua hirviendo de los manantiales de azufre del volcán Unzen y exposición a las heladas.  Murió el 25 de diciembre de 1628, negándose sistemáticamente a renunciar a su fe.
Michael Nakashima estaba en el grupo de Alfonso de Navarrete y 204 compañeros beatificados el 7 de julio de 1867 en Roma por el Papa Pío IX.
Dies natalis es el día en que la Iglesia Católica celebra el memorial litúrgico de Michael Nakashima, los jesuitas también el 10 de septiembre y el 6 de febrero.